# Liste der Monuments historiques in Ippécourt
Die Liste der Monuments historiques in Ippécourt führt die Monuments historiques in der französischen Gemeinde Ippécourt auf.

## Liste der Objekte
| Bezeichnung                  | Beschreibung                                                                        | Standort                              | Kennzeichnung | Schutzstatus | Datum | Bild |
| ---------------------------- | ----------------------------------------------------------------------------------- | ------------------------------------- | ------------- | ------------ | ----- | ---- |
| Hauptaltar                   | Ensemble aus PM55000978 und PM55000979; vermutlich aus der Abtei St-Vanne in Verdun | in der Kirche St-Jean-Baptiste (Lage) | PM55000977    | Classé       | 1994  |      |
| Altartisch                   | Holz, Stein, 18. Jahrhundert                                                        | in der Kirche St-Jean-Baptiste (Lage) | PM55000978    | Classé       | 1994  |      |
| Retabel                      | Holz, Stein, 18. Jahrhundert; zugehörig PM55000980 bis PM55000982                   | in der Kirche St-Jean-Baptiste (Lage) | PM55000979    | Classé       | 1994  |      |
| Gemälde Taufe Christi        | Ölfarbe auf Leinwand, 18. Jahrhundert                                               | in der Kirche St-Jean-Baptiste (Lage) | PM55000980    | Classé       | 1994  |      |
| Skulptur Johannes der Täufer | 18. Jahrhundert                                                                     | in der Kirche St-Jean-Baptiste (Lage) | PM55000981    | Classé       | 1994  |      |
| Skulptur Madonna mit Kind    | 18. Jahrhundert                                                                     | in der Kirche St-Jean-Baptiste (Lage) | PM55000982    | Classé       | 1994  |      |
| 38 Kirchenbänke              | Eichenholz, 1818                                                                    | in der Kirche St-Jean-Baptiste (Lage) | PM55001923    | Inscrit      | 1993  |      |
| Gemälde Grablegung           | Ölfarbe auf Holz, vergoldeter Holzrahmen, 17. Jahrhundert                           | in der Kirche St-Jean-Baptiste (Lage) | PM55001924    | Inscrit      | 1992  |      |